# Ellernbek
L'Ellernbek és un petit afluent del riu Ammersbek a Alemanya. Neix a la reserva natural al Duvenstedter Brook i hi desemboca a l'Ammersbek És un rierol típic d'aiguamoll amb um cabal lent i un desnivell petit.

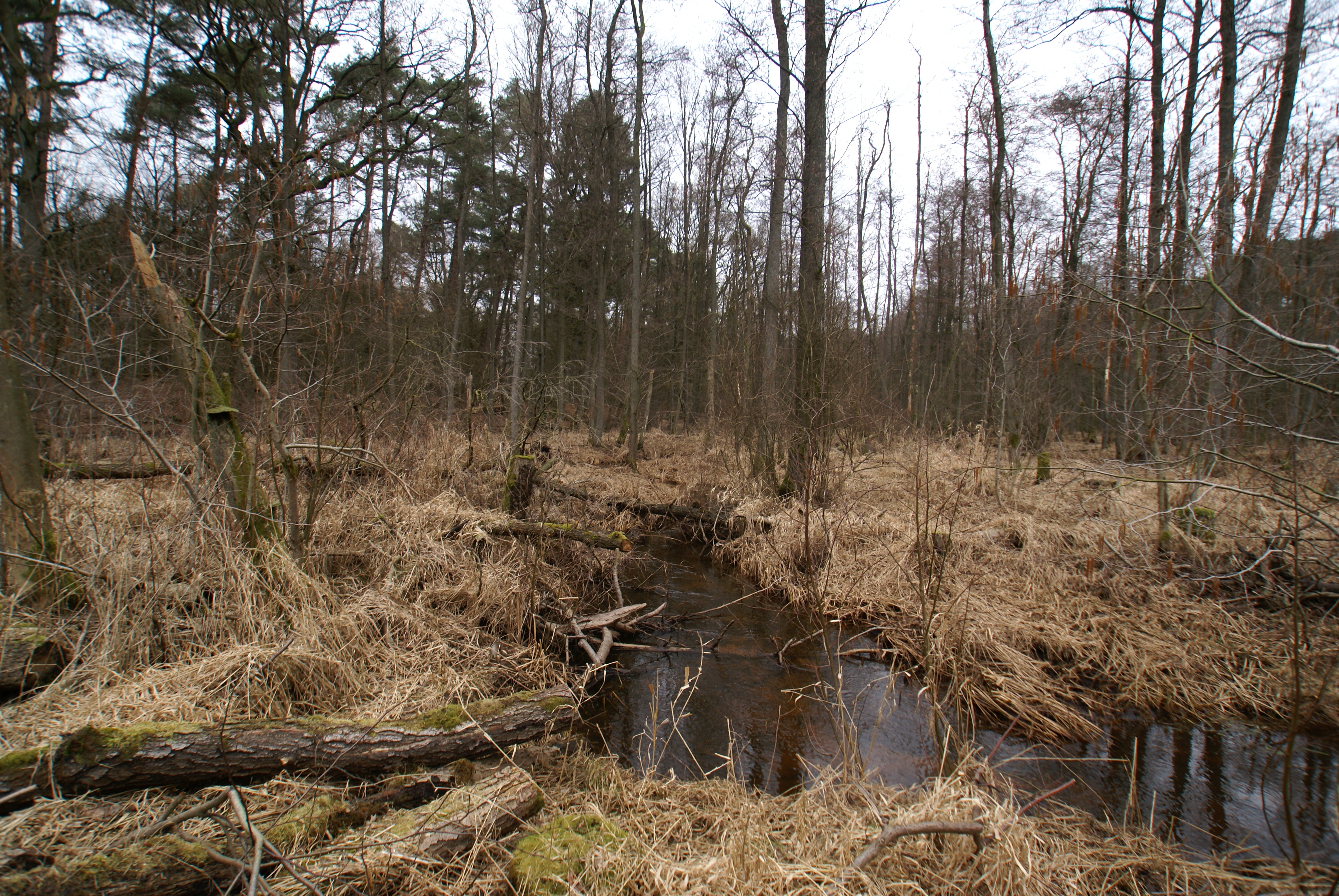
Meandre a l'Ellernbek
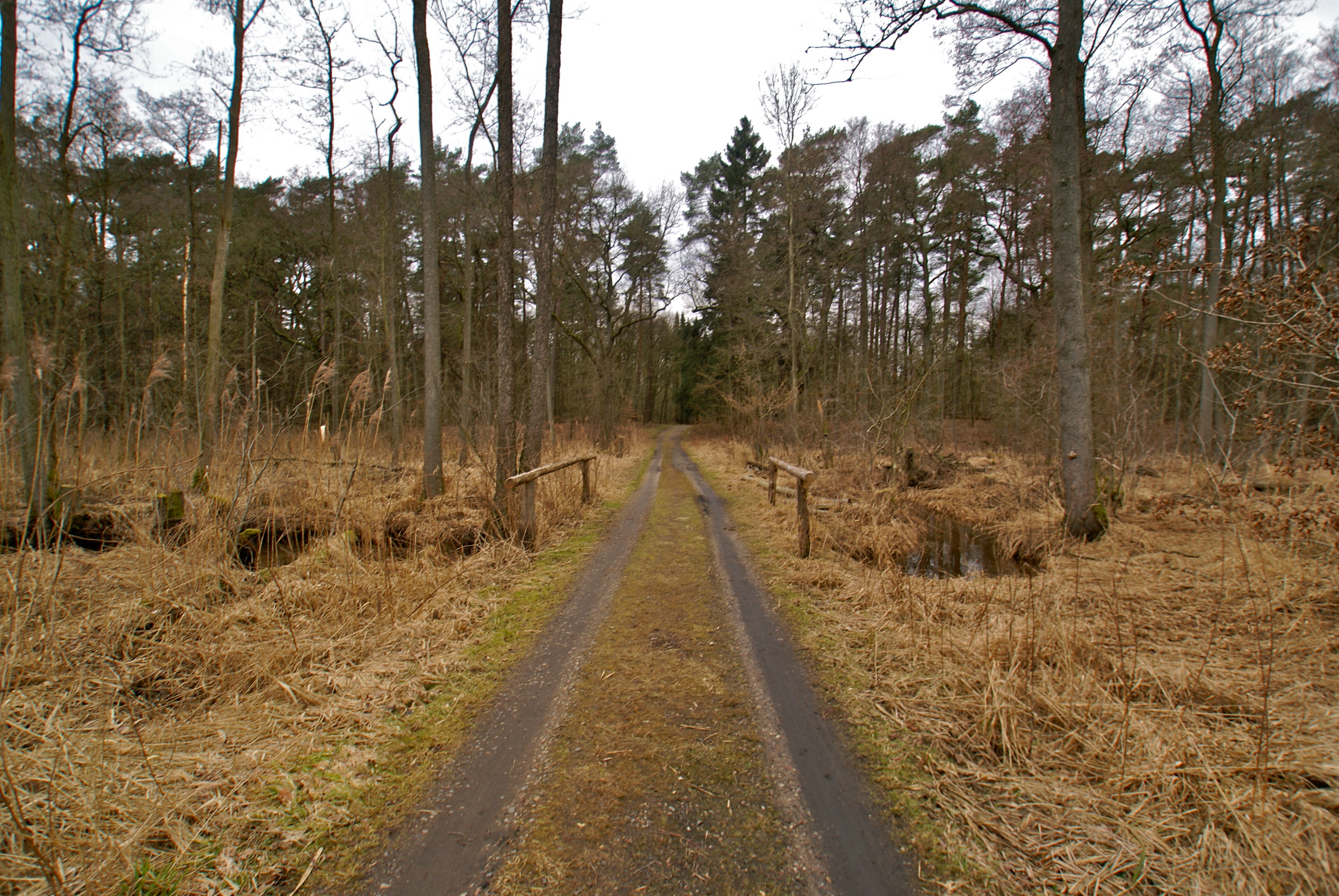
La vall de l'Ellernbek